# Battle of the Sexes Original Motion Picture Soundtrack
Der Soundtrack zum Film Battle of the Sexes – Gegen jede Regel stammt von Nicholas Britell und wurde am 22. September 2017 als Download und am 20. Oktober 2017 als CD veröffentlicht.

## Produktion
Die Musik zum Film Battle of the Sexes – Gegen jede Regel von Jonathan Dayton und Valerie Faris (Originaltitel Battle of the Sexes, engl. für „Kampf der Geschlechter“) wurde von Nicholas Britell komponiert.

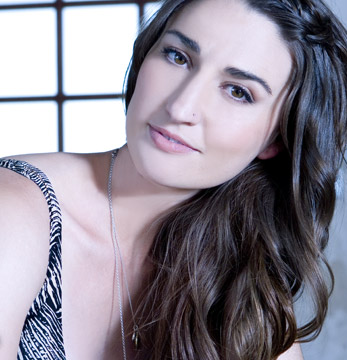
Die Singer-Songwriterin Sara Bareilles steuerte If I Dare zum Soundtrack bei

Der Popsong If I Dare, der als letztes Lied auf dem Soundtrack enthalten ist, wurde von ihm gemeinsam mit der mehrfach für einen Grammy nominierten Singer-Songwriterin und Pianistin Sara Bareilles geschrieben, von ihr auch gesungen und wird während des Abspanns des Films gespielt.
Bareilles meinte: „Billie Jean ist einer der größten Köpfe/Leitfiguren unserer Zeit. Ihr Mut, ihre Überzeugung und ihre Bereitschaft, Risiken einzugehen, um Veränderungen zu bewirken, gehören zu dem, was sie so stark macht. Ein entscheidendes Kapitel ihrer Geschichte wird in dem Film auf so schöne Weise lebendig gemacht, und es war eine Ehre für mich, mitzuhelfen, darüber zu schreiben.“ Sie und Britell hofften mit dem Lied Billie Jeans enorme Widerstandskraft angesichts der Widrigkeiten wiederzugeben und etwas von ihrem wilden Antrieb und Geist einzufangen, so die Sängerin weiter. Eine Zeile des Liedes lautet: „If I dare to want this, to want more than I have / Then I dare to believe I'll have it in the end“ (in der deutschen Übersetzung „Wenn ich es wage, mehr zu wollen, als ich habe / Dann wage ich zu glauben, dass ich es am Ende haben werde“) und bringt Kings leidenschaftlichen Einsatz für die Chancengleichheit für Frauen, sowohl auf dem als auch außerhalb des Tennisplatzes, zum Ausdruck.
Im Film besiegt die ehemalige US-amerikanische Tennisspielerin Billie Jean King im Jahr 1973 in einem zum Battle of the Sexes hochstilisierten Schaukampf vor 30.492 Zuschauern, der zweitgrößten Kulisse, die je ein Tennisspiel hatte, den damals 55-jährigen Bobby Riggs. Im Jahr 1974 wurde King zur Trainerin und war damit die erste Frau, die ein professionelles amerikanisches Tennisteam trainierte. Dieses bestand sowohl aus Frauen als auch aus Männern. 1975 widmete ihr der Sänger Elton John das Lied Philadelphia Freedom. Später engagierte sich King in den Gremien der Elton John AIDS Foundation und des National AIDS Fund. Im Jahr 2000 wurde die offen lesbisch lebende Tennisspielerin für ihr Engagement mit dem Capitol Award der Gay and Lesbian Alliance Against Defamation ausgezeichnet.

## Veröffentlichung
Der Soundtrack zum Film umfasst 26 Musikstücke und wurde am 22. September 2017 als Download und am 20. Oktober 2017 als CD veröffentlicht.
Das während des Abspanns des Films gesungene Lied If I Dare Sara Bareilles wird seit 15. September 2017 von Epic Records über alle Streaming-Plattformen angeboten.

## Titelliste
1. 20th Century Fox Fanfare
2. Billie Jean King
3. Bobby Riggs
4. Manhattan Sunset
5. Nighthawks
6. Dog Tennis
7. Lavender Oil
8. One Dollar – Press Conference
9. Radio Interview (Anthem)
10. First Kiss
11. Crimson and Clover
12. Marilyn Joins the Tour
13. Rocket Man
14. The Bra / Court Loss
15. Bobby vs Margaret
16. The Winner
17. Priscilla Leaves
18. What is Life
19. Prelude to Battle of the Sexes
20. Battle of the Sexes – March
21. The Battle of the Sexes – Match Part 1
22. The Battle of the Sexes – Match Part 2
23. Victory
24. Finale
25. Postlude
26. If I Dare – Sara Bareilles

## Rezeption
Olivia Truffaut-Wong von bustle.com meint Sara Bareilles’ If I Dare sei die perfekte Wahl als End-Credits-Song für Battle of the Sexes, nicht nur, weil der Song für den Film geschrieben wurde, sondern auch, weil der Aktivismus der Sängerin den von Billie Jean King widerspiegele. Auch Bareilles sei eine scharfe Verfechterin der LGBT-Rechte, eine Sache, für die sich King seit ihrem Outing im Jahr 1998 einsetzt.
Mike Wass von idolator.com meint, Bareilles könnte sich mit If I Dare bei der anstehenden Oscarverleihung ins Rennen für den Besten Song gebracht haben. Auch für Scott Feinberg von The Hollywood Reporter zählt dieser hierbei als möglicher Kandidat, aber auch die Filmmusik zu Battle of the Sexes selbst. Am 18. Dezember 2017 gab die Academy of Motion Picture Arts and Sciences bekannt, dass sich Nicholas Britells Arbeit auf einer Shortlist befindet, aus der die Nominierungen in der Kategorie Beste Filmmusik im Rahmen der Oscarverleihung erfolgen werden und sich If I dare in einer Vorauswahl von 70 Liedern befindet, aus der die Nominierungen in der Kategorie Bester Filmsong bestimmt werden.

### Auszeichnungen
Hollywood Music in Media Awards 2017
- Nominierung in der Kategorie Original Score: Feature Film (Nicholas Britell)
- Nominierung in der Kategorie Original Song – Feature Film (If I Dare von Nicholas Britell, gesungen von Sara Bareilles)[9]